# Alexander Egger
Alexander Egger (Bolzano, 22 dicembre 1979) è un allenatore di hockey su ghiaccio ed ex hockeista su ghiaccio italiano, che ha iniziato la sua carriera da attaccante, per arretrare poi il suo raggio d'azione divenendo difensore.

## Carriera

### Club
Alexander Egger esordì in prima squadra con l'HC Bolzano verso la fine degli anni '90, disputando la prima stagione da titolare nel campionato 1999-2000, conclusosi con la vittoria dello scudetto da parte dei bolzanini. In quell'occasione Egger raggiunse il massimo rendimento offensivo raccogliendo 21 reti e 37 assist nelle 48 partite di stagione regolare. Al termine della stagione 2004-2005 poteva già vantare un titolo italiano, una Coppa Italia ed una Supercoppa, oltre a 194 punti in 275 incontri disputati.
Per la stagione 2005-2006 fu ingaggiato dal Ritten Sport. Egger rimase a Renon fino alla stagione 2007-2008, totalizzando 190 punti in 150 partite ufficiali disputate, oltre ad aver disputato una semifinale e due finali scudetto.
Per la stagione 2008-2009 Egger fece ritorno a Bolzano, conquistando di nuovo lo scudetto. Dopo aver vinto nella stessa stagione anche la Coppa Italia e la Supercoppa Egger fu riconfermato anche per la stagione successiva, la decima con la maglia biancorossa. Egger rimase un elemento stabile nella difesa del Bolzano, ricoprendo a partire dalla stagione 2010-2011 anche il ruolo di capitano. Nell'estate del 2013, dopo l'iscrizione del Bolzano alla EBEL, la principale lega austriaca, Egger fu riconfermato per un'altra stagione. Con la maglia degli altoatesini vinse la EBEL 2013-2014.
Giocò ancora per quattro stagioni con la maglia biancorossa, raggiungendo sempre la qualificazione ai play-off, condita dal secondo titolo al termine della stagione 2017-2018. Annunciò il ritiro proprio durante la premiazione di quest'ultimo titolo, poco prima di sollevare la coppa come capitano dei biancorossi.

### Nazionale
Dopo una apparizione con la Nazionale U18 agli europei di categoria, Egger debuttò con la Nazionale maggiore nel 2001, per poi esordire nel campionato mondiale di Prima Divisione del 2003, mentre nel 2006 disputò per la prima volta il mondiale di Gruppo A. Nel 2011 prese invece parte al mondiale di Prima Divisione disputatosi in Ungheria. Per l'edizione del 2012 ricoprì il ruolo di capitano alternativo.
Nel 2013 prese parte al mondiale di Prima Divisione disputatosi in Ungheria, divenendo il capitano del Blue Team. L'anno successivo partecipò al campionato mondiale disputatosi in Bielorussia. Nel 2015 prese parte al mondiale di Prima Divisione disputatosi in Polonia, lasciando l'eredità di capitano ad Anton Bernard. Nel febbraio 2016 vinse con il Blue Team il torneo preolimpico disputatosi a Cortina d'Ampezzo. Nella primavera dello stesso anno partecipò al mondiale di Prima Divisione disputotosi in Polonia, in cui l'Italia riuscì a guadagnarsi la promozione in Top Division.

Dopo aver annunciato, nel marzo del 2017, l'addio alla Nazionale, a seguito dell'infortunio di Alex Trivellato nel corso del ritiro premondiale, il selezionatore azzurro Stefan Mair chiese ad Egger di tornare sui suoi passi ed accettare la convocazione, ottenendo il consenso del giocatore.

### Allenatore
Nel marzo del 2019, dopo l'esonero di Kai Suikkanen e la nomina a head coach di Clayton Beddoes, divenne assistant coach dell'Hockey Club Bolzano al fianco del confermato Phillip Barski.
All'inizio della stagione successiva il Bolzano nominò, come nuovo assistant coach del confermato Beddoes, al posto di Barski ed Egger, Fabio Armani. Egger tuttavia fu chiamato ad affiancare Armani già nel successivo mese di ottobre 2019. Armani ed Egger vennero confermati nel ruolo anche dopo la sostituzione di Beddoes con Greg Ireland il successivo 2 gennaio 2020. Ha fatto parte del coaching staff anche nella stagione successiva, come video coach.

## Vita privata
Alexander Egger è cugino di Evelyn Bazzanella, a lungo capitano della Nazionale di hockey su ghiaccio femminile dell'Italia.

## Palmarès

### Club
- Campionato italiano: 4

Bolzano: 1997-1998, 1999-2000, 2008-2009, 2011-2012
- Campionato austriaco: 2

Bolzano: 2013-2014, 2017-2018
- Coppa Italia: 2

Bolzano: 2003-2004, 2008-2009
- Supercoppa italiana: 3

Bolzano: 2004, 2008, 2012

### Nazionale
- Campionato mondiale di hockey su ghiaccio - Prima Divisione: 1

Ungheria 2011

### Individuale
- Maggior numero di assist per un difensore della Serie A: 2

2010-2011 (29 assist), 2012-2013 (40 assist)
- Maggior numero di punti per un difensore della Serie A: 1

2010-2011 (36 punti)